# Florimond de Quarré
Florimond de Quarré (Namen, 1 augustus 1765 - Brussel, 2 oktober 1852) was een Belgisch lid van het Nationaal Congres en senator.

## Biografie
De Quarré was een zoon van graaf Jean-Pierre-François-Joseph de Quarré (l721-1806), baron van Sint-Pieters-Molenbeek (Bekkevoort), en Dorothée-Caroline-Antoinette, gravin de Ryckel (1738-1766). Zijn vader had de titels in 1766 verkregen van keizerin Maria Theresia en die waren uiteraard in 1794 afgeschaft.
Hij werd doctor in de rechten aan de Universiteit Leuven (1783). Zoals zijn vader, was hij officier bij de Gardes wallonnes. Tijdens de Brabantse Omwenteling in 1790 was hij vleugeladjudant van generaal von Schönfeld. 
Na het leger te hebben verlaten werd hij gemeenteraadslid en bestuurder van de Burgerlijke Godshuizen in Brussel. In 1815 organiseerde hij, na de Slag bij Waterloo, de evacuatie van gekwetste Duitse soldaten. In 1816 werd zijn adellijke status, verdwenen door de Franse Revolutie, terug bevestigd door benoeming in de Ridderschap van Namen met de titel van graaf, bij Koninklijk Besluit van 20 februari 1816/N° 65, maar vervallen verklaard door eedsweigering en later nooit meer bevestigd. Niettemin werd hij vaak (ook in de notitie over hem in de Biographie nationale de Belgique) als 'graaf' vermeld.
In oktober 1830 werd hij verkozen tot lid van het Nationaal Congres voor het arrondissement Namen. Hij deed er een twintigtal tussenkomsten in de openbare zittingen. Hij stemde steeds met de meerderheid: voor de onafhankelijkheidsverklaring, voor de eeuwigdurende uitsluiting van de Nassaus, voor kandidaat-koning hertog de Nemours, voor regent Surlet de Chokier, voor Leopold van Saksen Coburg en voor de aanvaarding van het Verdrag der XXIV Artikelen.
In 1831 werd hij verkozen tot katholiek senator voor het arrondissement Luxemburg (1831-1839) en vervolgens Namen. Hij bleef lid van de Hoge Vergadering tot in 1847.
Van 1815 tot 1847 was hij de tweede voorzitter van de Fondation d'Harscamp.
Hij was een schoonbroer van graaf Philippe Christyn de Ribaucourt en een oom van graaf Prosper Christyn de Ribaucourt.